# Baloldaliság
A baloldaliság a politikában egy haladó meggyőződés, nézet.  A kommunista párton belül a fogalom a marxizmus-leninizmus tanításának merev értelmezése. 
A „baloldaliság” Lenin meghatározása szerint a „kommunizmus gyermekbetegsége”, káros ideológia a forradalmi – álforradalmi – mozgalmakban. 
A korabeli ideológia szerint a baloldaliság gazdasági és társadalmi törvényszerűségek figyelmen kívül hagyásával, szociális frázisok hangoztatásával, nem forradalmi helyzetben alkalmazott ún. támadó taktikával kívánta a társadalmi forradalmat végrehajtani. A baloldaliság legnagyobb veszélyének azt tartották, hogy a társadalmi változást akarók egy részét zsákutcába viszi, módszerei pedig nagy visszahatást váltanak ki a néptömegekből.